# Trichostomum leptodum
Trichostomum leptodum là một loài rêu trong họ Pottiaceae. Loài này được (Mont.) Mitt. mô tả khoa học đầu tiên năm 1867.